# Ismail Youssef
Ismail Youssef Awadallah Mohamed (28 giugno 1964) è un allenatore di calcio ed ex calciatore egiziano, di ruolo centrocampista, allenatore dello ZED.

## Carriera
Con la nazionale egiziana ha partecipato ai Mondiali 1990 ed a 3 edizioni della Coppa d'Africa (1988, 1992 e 1996).

## Palmarès

### Giocatore

#### Competizioni nazionali
- Campionato egiziano: 2

Zamalek: 1983-1984, 1987-1988, 1991-1992, 1992-1993
- Coppa d'Egitto: 1

Zamalek: 1987-1988

#### Competizioni internazionali
- CAF Champions League: 3

Zamalek: 1984, 1986, 1993
- Coppa dei Campioni afro-asiatica: 1

Zamalek: 1987